# Конвой QS 15
Конвой QS 15 (англ. Convoy QS 15) — 15-й атлантичний конвой серії QS (Квебек-Сідні) транспортних суден, що у супроводженні союзних кораблів ескорту був атакований в перші тижні битви в акваторії затоки Святого Лаврентія та однойменної річки, коли німецькі підводні човни здійснювали глибокі рейдові вилазки вглиб канадських вод. Конвой був виявлений 6 липня 1942 року підводним човном U-132, який потім потопив три судна. У свою чергу, U-132 був атакований і пошкоджений тральщиком супроводу конвою «Драммонвіль».

## Історія
Конвой QS 15 загальною кількістю у дванадцять торговельних суден формувався або в Квебеку, або пізніше на маршруті короткого рейсу до порту Сідні у Новій Шотландії. Максимальна швидкість конвою становила 5,9 вузлів (11 км/год). «Анастасіос Патерас» перевозив вантажівки, зерно і загальні вантажі до Великої Британії. Hainaut був завантажений генеральними вантажами, які також прямували до Великої Британії. Dinaric перевозив сталь і деревину. Командор конвою, цивільний капітан торгових суден, мав свій прапор на борту Fjordheim.
Німецький підводний човен U-132 вийшов зі своєї бази у Франції 10 червня. 13 червня підводний човен зазнав інтенсивної атаки з боку невідомого корвета, зазнавши досить значних пошкоджень, і отримав наказ повернутися додому. Однак командир підводного човна Ернст Фогельзанг наполягав на тому, що він може продовжити свою місію. Прибувши в район затоки Святого Лаврентія в середині червня, субмарина отримала наказ поповнити запаси з одного з німецьких підводних човнів постачання, що курсував поблизу західного узбережжя Атлантичного океану. U-132 повернувся в протоку Святого Лаврентія через протоку Кабота і отримав наказ атакувати судна на захід від острова Антикості. 30 червня U-132 увійшов у протоку Святого Лаврентія.
У другій половині дня 5 липня 1942 року конвой вийшов від острова Бік і попрямував до Сідні. О 19:20 5 липня U-132 виявив конвой біля Ле-Мешен. Однак командир U-132 чекав до 22:30, щоб піднятися на поверхню і переслідувати його. QS 15 зустрівся з конвоєм SQ 16 вночі і пройшов далі на південь.
О 12:21 6 липня U-132 перебував за 1500 м від конвою, який проходив повз Кап-Чат, і випустив чотири торпеди. Дві торпеди не влучили, одна влучила у правий борт вантажного судна «Анастасіос Патерас». Друга торпеда влучила в «Ено» з правого борту, створивши пробоїну в трюмі діаметром 1,2 м. «Анастасіос Патерас» затонув за десять хвилин після торпедного удару, «Ено» — за двадцять.
Двадцять шість з двадцяти дев'яти членів екіпажу врятувалися з тонучого «Анастасіоса Патераса» і дісталися берега, прибувши через чотири години в Кап-Чат. Відразу після вибуху на борту «Ено» екіпажу було наказано спуститися в рятувальні шлюпки. Сорок з сорока одного члена екіпажу вижили під час затоплення і були знайдені 7 липня о 07:45.
О 12:58 ночі та 01:01 U-132 випустив торпеди по іншим суднам, але не влучив у жодне з них. О 01:45 підводний човен наблизився до «Дінарика», який продовжував йти своїм початковим курсом на Сідні. «Дінарик» перевозив віце-комодора конвою і був уражений торпедою U-132 посередині корабля з правого борту. Судно одразу ж почало тонути. Тридцять чотири члени екіпажу з тридцяти восьми врятувалися.
Канадський тральщик супроводу конвою «Драммонвіль» контратакував ворожий човен, здійснивши спробу протаранити його та знищити глибинними бомбами, завдавши при цьому певної шкоди. U-132 відійшов на мілководдя і занурився, ліг на дно річки Святого Лаврентія для проведення ремонту. Після завершення ремонту Фогельзанг вивів підводний човен з району річки Святого Лаврентія в протоку Бель-Айленд. Виявивши, що всі торгові судна в цьому районі перебувають під посиленим конвоєм, U-132 отримав наказ відійти 12 липня. Натомість, 20 липня Фогельзанг атакував конвой QS-19, потопивши ще одне торгове судно. Підводний човен покинув акваторію річки Святого Лаврентія в ніч з 20 на 21 липня і приєднався до переслідування океанського конвою ON 112, потопивши ще одне торговельне судно. 16 серпня німецький підводний човен повернувся на свою базу у Франції.

## Кораблі та судна конвою QS 15

### Транспортні судна
Позначення
| Назва                      | Прапор              | Тоннаж (GRT) | Прим.                   |
| -------------------------- | ------------------- | ------------ | ----------------------- |
| Anastassios Pateras (1914) | Грецьке королівство | 3 382        | 6 липня потоплено U-132 |
| Carmelfjell (1935)         | Норвегія            | 1 334        |                         |
| Dinaric (1919)             | Велика Британія     | 2 555        | 6 липня потоплено U-132 |
| Fjordheim (1930)           | Норвегія            | 4 115        |                         |
| Hainaut (1905)             | Бельгія             | 4 312        | 6 липня потоплено U-132 |
| Kalliopi (1910)            | Грецьке королівство | 5 965        |                         |
| Panchito (1910)            | Панама              | 4 015        |                         |
| Sloga (1913)               | Югославія           | 4 323        |                         |

### Кораблі ескорту
| Назва         | Прапор                        | Тип корабля            | Прим.     |
| ------------- | ----------------------------- | ---------------------- | --------- |
| «Драммонвіль» | Військово-морські сили Канади | тральщик типу «Бангор» | 5-8 липня |

## Підводні човни, що брали участь в атаці на конвой
| Назва | Тип        | Командир                           | Результати атаки                                       |
| ----- | ---------- | ---------------------------------- | ------------------------------------------------------ |
| U-132 | типу VII C | капітан-лейтенант Ернст Фогельзанг | 6 липня потопив Anastassios Pateras, Hainaut і Dinaric |